# Нептунас (футбольний клуб)
Футбольний клуб «Нептунас» (лит. Futbolo klubas Neptūnas) — литовський футбольний клуб з Клайпеди, заснований у 2020 році. Виступає в І лізі. Домашні матчі приймає на стадіоні «Центральний», місткістю 4 000 глядачів.

## Сезони
| Сезон | Рівень | Ліга               | Місце | Примітки |
| ----- | ------ | ------------------ | ----- | -------- |
| 2020  | 3.     | Друга ліга (Захід) | 2.    | [ 1 ]    |
| 2021  | 2.     | Перша ліга         | 10.   | [ 2 ]    |
| 2022  | 2.     | Перша ліга         | 2.    | [ 3 ]    |
| 2023  | 2.     | Перша ліга         | 4.    | [ 4 ]    |
| 2024  | 2.     | Перша ліга         | 4.    | [ 5 ]    |

## Досягнення
- А-ліга

## Кольори форми
Форма команди попередніх років
| 2020 · Домашня | 2020 · Виїзна | 2020 · Воротарі |

| 2021 · Домашня | 2021 · Виїзна | 2021 · Воротарі |

## Головні тренери
- Донатас Навікас (lt. Donatas Navikas), (січень 2020 — квітень 2020)
- Кестутіс Івашкявічюс (lt. Kęstutis Ivaškevičius), (квітень 2020 — грудень 2021)
- Валдас Тракіс (Valdas Trakys), (грудень 2021 —2024)
- Олег Лутков, (2024—)